# Troy Dumais
Troy Dumais, född den 21 januari 1980 i Ventura, Kalifornien, är en amerikansk simhoppare.
Han tog OS-brons i synkroniserade svikthopp i samband med de olympiska simhoppstävlingarna 2012 i London.